# Vida de familia
Pour plus de détails, voir Fiche technique et Distribution.
Vide de familia est un téléfilm espagnol réalisé en 2007 par Llorenç Soler (es).  Le script est écrit par Miquel Peidro et Pedro Uris.

## Synopsis
Marta entretient une relation avec Vanessa, beaucoup plus jeune qu'elle. 
Marta planifie d'avoir un enfant avec sa partenaire, mais le chemin pour y parvenir sera semé d'embûches...

## Distribution
- Ana Fernández : Marta
- Cristina Brondo : Vanessa
- Isabel Blanco : Nuria
- Anna Alarcón : Fuensanta
- Montse Alcoverro : Docteur Estévez
- Andrea Burgueño : Laura
- Fermí Casado : Òscar
- Jaskaran Brady
- José María del Castillo
- Abdelali El Aziz